# Moussa Kone
Moussa Kone (* 1978 in Scheibbs) ist ein österreichischer Künstler.

## Leben
Moussa Kone besuchte von 1999 bis 2003 die Universität für Angewandte Kunst Wien. 2009 erhielt er das vom österreichischen Bundesministerium für Unterricht, Kunst und Kultur vergebene Staatsstipendium für Bildende Kunst. 2013 war er Artist in Residence am ISCP (International Studio and Curatorial Program) in New York. Kone lebt und arbeitet in Wien.

## Werk
Moussa Kone arbeitet im Medium der Zeichnung und der Installation. Harte Kontraste bestimmen seine Bilder in einem Wechsel aus positiven und negativen Formen, durch sparsamen Farbeinsatz dramaturgisch angereichert. Hervorstechendes Merkmal ist die gleichbleibend homogene Schraffur, aus welcher die dunklen Zonen aufgebaut sind. Das Füllen der Fläche durch beharrliches Aneinanderreihen schmaler Bahnen erzeugt ein Feld, das Organisches und Systematisches verbindet und die Aktivität der Hand regelrecht mitausstellt. Schreiben und Zeichnen sieht der Künstler nicht umsonst in engem Zusammenhang.
Typisch für Kones Zeichnungen sind neben der dichten Schraffur vor allem seine gesichtslosen Personen. Kone behandelt seine Figuren wie eine seiner geometrischen Formen: Stets gesichtslos und dadurch entpersonalisiert und anonymisiert, werden sie gleichsam zum abstrakten Gestaltungselement.
Moussa Kones Aktivitäten beschränken sich nicht nur auf Zeichnungen und Installationen. Er beschäftigt sich auch mit Produktions- und Rezeptionsbedingungen von Kunst, wie etwa mit der Kunstaktion Kunstklappe oder dem Art Critics Award, Österreichs einzigem Preis für Kunstkritik, der von 2007 bis 2011 jährlich von Künstlern an Kritiker vergeben wurde. In einer Neuauflage wird der Art Critics Award seit 2014 von der Kunsthalle Wien weitergeführt.
Er veröffentlichte mehrere Künstlerbücher in Kooperation mit mehreren Autoren, wie etwa Diabelli, erschienen im Harpune Verlag 2011, das einen Text von Hermann Burger enthält. 2012 erschien Nocturnes mit lyrischen Texten des Schriftstellers Erwin Uhrmann.

## Auszeichnungen
- 2009 Strabag Art Award
- 2013 Niederösterreichischer Kulturpreis Anerkennungspreis

## Ausstellungen
- Points of Passage, Abbey Melk, 2014[6]
- The Priority Principle, Galerie Punkt Z, Hard, 2014
- Figuration zwischen Traum und Wirklichkeit, Museum Angerlehner, Thalheim, 2014
- they called me a drawer (possibilities are limited), Charim Galerie, Wien, 2013
- Follow the Line, Krokus Galeria, Bratislava, 2013
- The Art of Line, John Aird Gallery, Toronto, 2013[7]
- Biennale Giovani, Villa Reale, Monza, 2013[8]
- the eschaton reviewed: tomorrow is another day, Black Bridge Off, Peking, 2013
- Keep your Feelings in Memory, Musée National de la Résistance, Esch-sur-Alzette, Luxembourg
- Leopold-Mensch, Politiker, Landespatron, Landesmuseum Niederösterreich, St. Pölten, 2013
- Open Studio Days, ISCP, New York, 2012
- Abstraction/Figuration, Contemporary Austrian Art, Artmuseum Sochi, Russland, 2012
- Death Can Dance, Townhouse, Zürich, 2012
- Tracing Paper, Charim Galerie, Wien, 2012[9]
- The Borders of Drawing, Kunstverein das weiße Haus, Wien, 2011
- Silent Narrative, Galerie im Traklhaus, Salzburg, 2011[10]
- Entartainer, Parkfair, Wien, 2011
- Art Futures, Art Hong Kong, 2011
- be kind remind, Galerie Punkt Z, Hard, 2011
- Fine Line, Galerie Georg Kargl, Wien, 2010
- Stift und Zettel, Künstlerhaus Dortmund, 2010
- en pointe (switch legs, left up, around, and reach), Strabag Kunstforum, Wien, 2010
- Heroes of today, Red Gate Gallery, Peking, 2010
- Helden von Heute, Kunstraum Innsbruck, 2010[11]
- Originalfunktional, Wiener Art Foundation, Wien, 2010
- Silent Narrative, stadtgalerie schwaz, Schwaz, 2010
- Places to Recall, Charim Galerie, Wien, 2010[12]
- Nocturne (pieces of silence), Charim Ungar Contemporary, Berlin, 2009[13]
- New Positions, Förderprogramm, Art Cologne, Köln 2009
- Get Connected – Reznikov Collection, Künstlerhaus, Wien 2009
- Kardinal König Kunstpreis, Kunstraum St.Virgil, Salzburg 2009[14]
- Plateau, Forum Stadtpark, Graz, 2008
- resetting/phantasana (curtain falls), Webster University, Wien, 2008[15]
- resetting/phantasana (curtain rises), Charim Galerie, Wien, 2008
- Is it a High C or a Vitamin B, Galerie 5020, Salzburg, 2007
- Ship of Fools, Tiroler Kunstpavillon, Innsbruck, 2007
- Zeichen und Zeichnung, Charim Galerie, Wien, 2007
- …und immer fehlt mir was, und das quält mich, Werkstadt Graz, Austria, 2007
- Der gestohlene Blick, Cologne Fine Art, Köln, 2006
- Wiener Blut, Kunstraum 21, Köln, 2006
- Eau de Cologne, Werftgalerie, Wien, 2006
- Potential Dialogue, Facts and Fiction, RCM Museum, Nanjing, 2006[16]
- Hot Spots, Essl Museum, Klosterneuburg, 2005[17]

## Publikationen und Künstlerbücher
- Moussa Kone: The Abecedarium of the Artist’s Death, Verlag für Moderne Kunst, Wien, 2014, ISBN 978-3-86984-527-2
- Moussa Kone, Martin Rotheneder: The Colman Book of Wounds and Wonders, Stift Melk, 2014, ISBN 978-3-9503864-0-0
- Moussa Kone: Etymology, Moby Dick Filet, Harpune Verlag, Wien, 2012
- Erwin Uhrmann, Moussa Kone (Hrsg.): Nocturnes, Literaturedition Niederösterreich, St. Pölten, 2012, ISBN 978-3-902717-14-6
- Hermann Burger, Moussa Kone: Diabelli, Harpune Verlag, Wien, 2012, ISBN 978-3-903348-00-4
- Andreas Schett, Moussa Kone (Hrsg.): Manual, Kerber Verlag, Bielefeld/Leipzig/Berlin, 2011, ISBN 978-3-86678-547-2